# Saturae (Ennio)
Le Saturae (o Satura; in italiano: Satire) erano un'opera letteraria del poeta latino Quinto Ennio.
Sebbene condividano il nome con la cosiddetta satura drammatica (in realtà fescennino), esse rappresentarono forse il primo esempio della successiva satira latina, più tardi forse ripreso dal nipote Marco Pacuvio e poi codificato da Gaio Lucilio. Delle Saturae enniane, una raccolta che doveva essere piuttosto estesa (in quattro o sei libri), si conservano soltanto trentuno versi, trasmessi per via indiretta soprattutto attraverso citazioni di grammatici ed eruditi di età imperiale.
Le Saturae, composte in più metri, quali il senario (o altri versi giambici) e il sotadeo, erano un'opera a carattere miscellaneo, con grande varietà stilistica e tematica: momenti autobiografici di intonazione alta o dimessa e a sentenze morali si alternano parti dialogate o descrittive.
Apparteneva probabilmente alle Saturae lo Scipio, carme dedicato a Publio Cornelio Scipione Africano, vincitore della battaglia di Zama.